# Segunda ronda de la clasificación de Concacaf para la Copa Mundial de Fútbol de 2006
La Segunda ronda de la clasificación de Concacaf para la Copa Mundial de Fútbol de 2006 contó con la participación de 24 selecciones nacionales de CONCACAF, diez de ellas provenientes de la primera ronda, los cuales fueron divididos en doce enfrentamientos de eliminación directa ida y vuelta.
Los doce equipos ganadores de esta ronda avanzan a la tercera ronda.

## Resultados
| Equipo 1              | Agr.    | Equipo 2                     | Ida  | Vuelta |
| --------------------- | ------- | ---------------------------- | ---- | ------ |
| Estados Unidos        | 6–2     | Granada                      | 3–0  | 3–2    |
| El Salvador           | 4–3     | Bermudas                     | 2–1  | 2–2    |
| Haití                 | 1–4     | Jamaica                      | 1–1  | 0–3    |
| Panamá                | 7–0     | Santa Lucía                  | 4–0  | 3–0    |
| Cuba                  | 3–3 (a) | Costa Rica                   | 2–2  | 1–1    |
| Surinam               | 2–4     | Guatemala                    | 1–1  | 1–3    |
| Antillas Neerlandesas | 1–6     | Honduras                     | 1–2  | 0–4    |
| Canadá                | 8–0     | Belice                       | 4–0  | 4–0    |
| Dominica              | 0–18    | México                       | 0–10 | 0–8    |
| Barbados              | 2–5     | San Cristóbal y Nieves       | 0–2  | 2–3    |
| República Dominicana  | 0–6     | Trinidad y Tobago            | 0–2  | 0–4    |
| Nicaragua             | 3–6     | San Vicente y las Granadinas | 2–2  | 1–4    |

## Partidos
| 13 de junio de 2004 | Estados Unidos               | 3–0     | Granada | Columbus Crew Stadium, Columbus, Estados Unidos   |                                                   |
|                     | Beasley 45' 71' · Vanney 90' | Reporte |         | Asistencia: 9137 espectadores Árbitro(s): Navarro | Asistencia: 9137 espectadores Árbitro(s): Navarro |

| 20 de junio de 2004 | Granada                          | 2–3     | Estados Unidos                       | Grenada National Stadium, Saint George's, Grenada  |                                                    |
|                     | Roberts 12' (pen.) · Charles 77' | Reporte | Donovan 6' · Wolff 19' · Beasley 76' | Asistencia: 15 267 espectadores Árbitro(s): Brizan | Asistencia: 15 267 espectadores Árbitro(s): Brizan |

| 13 de junio de 2004 | El Salvador                  | 2–1     | Bermudas  | Estadio Cuscatlán, San Salvador, El Salvador       |                                                    |
|                     | Martínez 14' · Velásquez 54' | Reporte | Nusum 30' | Asistencia: 12 000 espectadores Árbitro(s): Campos | Asistencia: 12 000 espectadores Árbitro(s): Campos |

| 20 de junio de 2004 | Bermudas                      | 2–2     | El Salvador            | Bermuda National Stadium, Hamilton, Bermudas        |                                                     |
|                     | Burgess 4' (pen.) · Nusum 21' | Reporte | Pacheco 20' 41' (pen.) | Asistencia: 4000 espectadores Árbitro(s): Whittaker | Asistencia: 4000 espectadores Árbitro(s): Whittaker |

| 12 de junio de 2004 | Haití       | 1–1     | Jamaica  | Orange Bowl, Miami, Estados Unidos                |                                                   |
|                     | Peguero 50' | Reporte | King 39' | Asistencia: 30 000 espectadores Árbitro(s): Stott | Asistencia: 30 000 espectadores Árbitro(s): Stott |

| 20 de junio de 2004 | Jamaica         | 3–0     | Haití | Independence Park, Kingston, Jamaica                |                                                     |
|                     | King 4' 14' 31' | Reporte |       | Asistencia: 22 000 espectadores Árbitro(s): Sibrian | Asistencia: 22 000 espectadores Árbitro(s): Sibrian |

| 13 de junio de 2004 | Panamá                                            | 4–0     | Santa Lucía | Estadio Rommel Fernández, Panama City, Panamá       |                                                     |
|                     | Valdés 5' · Tejada 18' · Phillips 39' · Brown 75' | Reporte |             | Asistencia: 15 000 espectadores Árbitro(s): Phillip | Asistencia: 15 000 espectadores Árbitro(s): Phillip |

| 20 de junio de 2004 | Santa Lucía | 0–3     | Panamá                               | Vieux Fort National Stadium, Vieux Fort, Santa Lucia |                                                 |
|                     |             | Reporte | Tejada 14' · Valdés 88' · Blanco 89' | Asistencia: 400 espectadores Árbitro(s): Gurley      | Asistencia: 400 espectadores Árbitro(s): Gurley |

| 12 de junio de 2004 | Cuba                | 2–2     | Costa Rica                 | Estadio Pedro Marrero, La Habana, Cuba                |                                                       |
|                     | Moré 24' (pen.) 75' | Reporte | Sequeira 12' · Saborío 42' | Asistencia: 18 500 espectadores Árbitro(s): Archundia | Asistencia: 18 500 espectadores Árbitro(s): Archundia |

| 20 de junio de 2004 | Costa Rica | 1–1     | Cuba            | Estadio Alejandro Morera Soto, Alajuela, Costa Rica     |                                                         |
|                     | Gómez 31'  | Reporte | Cervantes 45+1' | Asistencia: 12 000 espectadores Árbitro(s): Prendergast | Asistencia: 12 000 espectadores Árbitro(s): Prendergast |

| 12 de junio de 2004 | Surinam        | 1–1     | Guatemala | André Kamperveen Stadion, Paramaribo, Surinam     |                                                   |
|                     | Purperhart 14' | Reporte |           | Asistencia: 5500 espectadores Árbitro(s): Jiménez | Asistencia: 5500 espectadores Árbitro(s): Jiménez |

| 20 de junio de 2004 | Guatemala                     | 3–1     | Surinam     | Estadio Mateo Flores, Guatemala City, Guatemala             |                                                             |
|                     | Ruiz 21' 85' · Pezzarossi 80' | Reporte | Brandon 82' | Asistencia: 19 610 espectadores Árbitro(s): Marco Rodríguez | Asistencia: 19 610 espectadores Árbitro(s): Marco Rodríguez |

| 12 de junio de 2004 | Antillas Neerlandesas | 1–2     | Honduras     | Stadion Ergilio Hato, Willemstad, Antillas Neerlandesas |                                                      |
|                     | Hosé 75'              | Reporte | Suazo 9' 68' | Asistencia: 12 000 espectadores Árbitro(s): McArthur    | Asistencia: 12 000 espectadores Árbitro(s): McArthur |

| 19 de junio de 2004 | Honduras                                         | 4–0     | Antillas Neerlandesas | Estadio Olímpico Metropolitano, San Pedro Sula, Honduras |                                                    |
|                     | Guevara 7' · Suazo 22' · Álvarez 50' · Pavón 70' | Reporte |                       | Asistencia: 30 000 espectadores Árbitro(s): Alcalá       | Asistencia: 30 000 espectadores Árbitro(s): Alcalá |

| 13 de junio de 2004 | Canadá                                                       | 4–0     | Belice | Richardson Memorial Stadium, Kingston, Canadá    |                                                  |
|                     | Peschisolido 38' · Radzinski 54' · McKenna 75' · Brennan 83' | Reporte |        | Asistencia: 8245 espectadores Árbitro(s): Batres | Asistencia: 8245 espectadores Árbitro(s): Batres |

| 16 de junio de 2004 | Belice | 0–4     | Canadá                                           | Richardson Memorial Stadium, Kingston, Canadá    |                                                  |
|                     |        | Reporte | Radzinski 45' · De Rosario 63' 73' · Brennan 85' | Asistencia: 5124 espectadores Árbitro(s): Gordon | Asistencia: 5124 espectadores Árbitro(s): Gordon |

| 19 de junio de 2004 | Dominica | 0–10    | México | Alamodome, San Antonio, Estados Unidos                |                                                       |
|                     |          | Reporte | Bautista 9' 38' · Borgetti 11' 36' · Márquez 16' · Osorno 49' · Lozano 74' 87' · Davino 77' · Palencia 90+2' | Asistencia: 36 451 espectadores Árbitro(s): Callender | Asistencia: 36 451 espectadores Árbitro(s): Callender |

| 27 de junio de 2004 | México                                                                          | 8–0     | Dominica | Estadio Victoria, Aguascalientes, México          |                                                   |
|                     | Bautista 2' 36' · Lozano 17' 61' · Borgetti 33' 38' · Oteo 59' · Altamirano 76' | Reporte |          | Asistencia: 17 000 espectadores Árbitro(s): Stott | Asistencia: 17 000 espectadores Árbitro(s): Stott |

| 13 de junio de 2004 | Barbados | 0–2     | San Cristóbal y Nieves | Barbados National Stadium, Bridgetown, Barbados  |                                                  |
|                     |          | Reporte | Gumbs 78' · Newton 88' | Asistencia: 3700 espectadores Árbitro(s): Alfaro | Asistencia: 3700 espectadores Árbitro(s): Alfaro |

| 19 de junio de 2004 | San Cristóbal y Nieves      | 3–2     | Barbados                    | Warner Park, Basseterre, San Cristóbal y Nieves  |                                                  |
|                     | Gomez 16' · Willock 22' 29' | Reporte | Skinner 33' · Goodridge 45' | Asistencia: 3500 espectadores Árbitro(s): Pineda | Asistencia: 3500 espectadores Árbitro(s): Pineda |

| 13 de junio de 2004 | República Dominicana | 0–2     | Trinidad y Tobago      | Estadio Olímpico Juan Pablo Duarte, Santo Domingo, República Dominicana |                                                  |
|                     |                      | Reporte | Andrews 62' · John 90' | Asistencia: 2500 espectadores Árbitro(s): Moreno                        | Asistencia: 2500 espectadores Árbitro(s): Moreno |

| 20 de junio de 2004 | Trinidad y Tobago                                  | 4–0     | República Dominicana | Manny Ramjohn Stadium, Marabella, Trinidad y Tobago |                                                 |
|                     | Scotland 49' · John 71' · Theobald 73' · Sealy 85' | Reporte |                      | Asistencia: 5500 espectadores Árbitro(s): Pinas     | Asistencia: 5500 espectadores Árbitro(s): Pinas |

| 13 de junio de 2004 | Nicaragua                 | 2–2     | San Vicente y las Granadinas | Estadio Cacique Diriangén, Diriamba, Nicaragua    |                                                   |
|                     | Palacios 37' · Calero 79' | Reporte | Haynes 9' · Samuel 43'       | Asistencia: 7500 espectadores Árbitro(s): Delgado | Asistencia: 7500 espectadores Árbitro(s): Delgado |

| 20 de junio de 2004 | San Vicente y las Granadinas                   | 4–1     | Nicaragua    | Arnos Vale Stadium, Kingstown, San Vicente y las Granadinas |                                                  |
|                     | Samuel 14' 79' · James 15' · Alonso 86' (a.g.) | Reporte | Palacios 60' | Asistencia: 5000 espectadores Árbitro(s): Brohim            | Asistencia: 5000 espectadores Árbitro(s): Brohim |